# 老人星

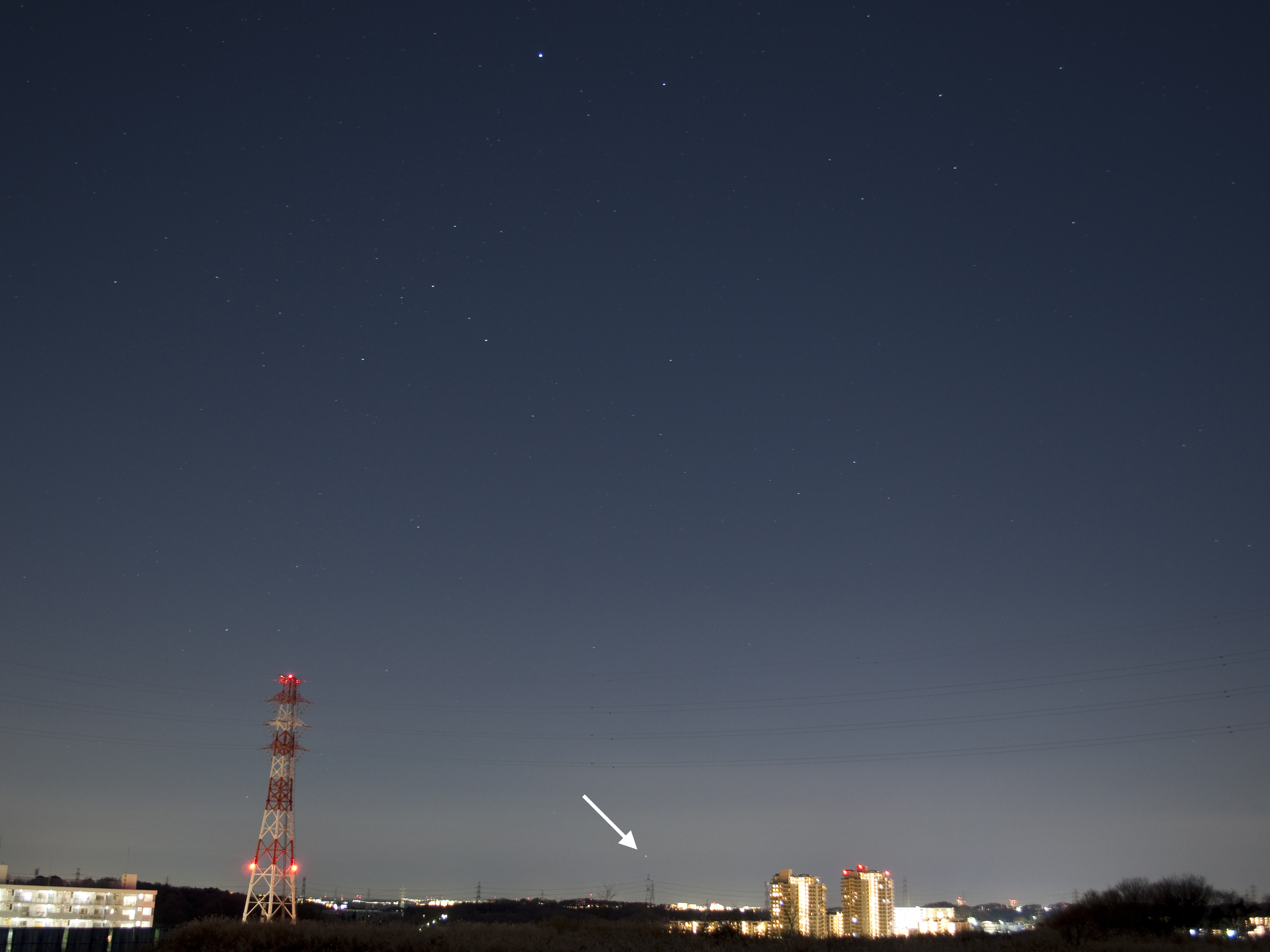
在日本東京（35°37′55.09″N, 139°28′36.75″E）看到的老人星（箭頭）。

老人星（α Car / 船底座α，/kəˈnoʊpəs/），也稱為南極老人星、壽星，是南天船底座中最亮的恆星。老人星的視星等是-0.72等，是全天第二亮星，僅次於大犬座的天狼星。它距離太陽系310光年，換算其絕對星等為-5.71等。
老人星是光譜A9的亮巨星，所以用裸眼看它時基本上是白色的
。它的位置非常偏南，在2000的天球赤道座標位置是赤緯 −52° 42′和赤經 06h 24.0m.
老人星的英文名稱一般認為是出自希臘神話，是特洛伊戰爭時斯巴達國王墨涅拉俄斯的一位船長，Canopus的語源和文化意義見下文。

## 觀測的歷史
在中國稱為南極老人星。儘管在中國當時的首都長安看不到，老人星在中世紀手稿的敦煌星圖已經出現（雖然錯誤地向北）。中國天文學家一行在西元724年繪製的星圖已經有老人星和更南方的恆星。不過，它的源頭應該是司馬遷，他已經提到是在天狼星南方的相似天體。在中國傳統天文系統裡是位於井宿的老人星官裡唯一肉眼可見的恒星。
在印度的吠陀文學，老人星與一位古老的聖人投山仙人有關（其他的聖人和大北斗相關聯）投山仙人這顆星傳說是“水的安定劑”，它的升起和印度洋海水的平靜相吻合。它被認為是梵天之子補羅娑底耶的孩子。
在古希臘和羅馬人所在的大陸地區看不見老人星；但是在古埃及可以看見。因為在地平線之下，所以阿拉托斯沒有記錄下這顆星，而埃拉托斯特尼和托勒密在亞歷山大觀測，稱它為"Kanōbos"。
印地安的納瓦霍人稱它為″Ma′ii Bizò′″。在西班牙特內里費島關切人神話，老人星與女神Chaxiraxi連結在一起。
內蓋夫和西奈的貝都因人也知道這顆星，
稱為Suhayl，並且使用它和北極星做為夜間航海時的主要引導星。因為它會消失在地平線下，使它成為一個會改變的因素，而不會與在極圈內'堅定不移'的北極星遙遙相對著。它也有阿拉伯的名稱： سهيل （Suhayl，波斯文為Soheil），是在7世紀的伊斯蘭科學家賦予的。, 
對古老的波里尼西亞人，在太平洋的許多島嶼和環礁之間航行，明亮的恆星是很重要的。在地平線低處的時候，這些亮星充當了星際羅盤，協助水手們航行到特定的目的地。老人星是被稱為Manu的這個星座南側的翼梢，天狼星是這隻"偉大的鳥"的身體，南河三則是北側的翼梢；將波里尼西亞人的夜空劃分成兩個半球。夏威夷人稱老人星為Ke Alii-o-kona-i-ka-lewa，意思是"南方廣大區域的首領"，這是夏威夷和Ki前往南太平洋時使用的恆星之一。
紐西蘭的毛利人給老人星好幾個不同的名字。Ariki （"高熊"），被稱為一顆孤星，出現在東方時，會使人們哭泣和吟唱；他們也稱它是Atutahi、Aotahi或Atuatahi、 "Stand Alone"（獨立）。它的孤獨性顯示它是禁制的恆星，而做為“禁制”的人往往是孤獨的。它的出現表示"Maruaroa"季節的開始，預告冬天即將來臨；光線朝向南方預告寒冷和潮濕的冬天，向北則預告一個溫暖的冬天。它的出現也預告著食物將被提供。這個名字也與幾個神話有關。其中一個故事講述當森林和鳥之神編織銀河時，老人星（Atutahi）是如何的被留在籃子外面。另一個相關的神話則說老人星（Atutahi）是Rangi的第一個孩子，他拒絕進入銀河，所以它在銀河的一側，並且比銀河早升起來。在波里尼西亞的其它星座和恆星也用了這相同的名字。Kapae-poto、"Short horizon"，提到他在紐西蘭很少升起和被看見；Kauanga（"孤獨者"）也是老人星的名字，但只有當它是日出前可以看見的最後一顆星時才會這樣稱呼。
非洲波札那的茨瓦納人稱老人星為Naka。它在晚冬的時候出現在天空時，預示著越來越多的樹木將失去葉子，還有越來越強勁的風。牧人知道是將綿羊和牲畜圈養起來的時候。南非波札曼的ǀXam說老人星和天狼星是白蟻和飛蟻出現的預兆。他們還認為明亮的恆星有能力造成死亡和不幸，他們會向老人星和天狼星祈禱，以乞求好運和獲得技能。
在巴西馬托格羅索州的卡拉帕羅人看老人星和南河三是Kofongo“鴨子”，北河二和與北河三代表它的手（翼）。這個星群的出現標誌著雨季的來臨和在節日招待客人用的主食，木薯的增產。
老人星標誌的是傳統南船座的船舵。英國探險家Robert Hues在1592年於Tractatus de Globis的著作中，引起了歐洲的觀測者對這顆星的注意，它與水委一和南門二這三顆都是一等星。他說：“這是我在英國從未曾見過的，其中最亮的一顆是南船座的船舵，被稱為Canobus （老人星）。第二顆（水委一）在波江座的尾端，第三顆（南門二）在半人馬座的右腳上” 。

## 天文學數據
老人星是一顆不尋常的F型白色亮巨星。它位於南半球赤緯−52°42'、赤經06h24.0m的位置。對於大部分的南半球地區，可以同時在高的位置觀測到老人星及天狼星，它們在夜空中達到最高點的時間只相隔21分鐘。當人們位在南緯38°以南的地區時（例如澳大利亞的墨爾本、紐西蘭的威靈頓、阿根廷的布蘭卡港及智利的瓦爾迪維亞），老人星將成為一顆拱極星。雖然老人星的亮度僅次於天狼星，不過在1843年的短暫時間中，船底座的海山二亮度也曾經超過老人星。

## 物理性質
在依巴谷衛星發射之前，對老人星距離的估計有很大的落差，從96光年至1,200光年都有。而如果後者的距離是正確的，老人星將會是銀河系中最亮的恆星之一。依巴谷衛星測定老人星的視差是10.43 ± 0.53mas，這相當於310光年（96秒差距）的距離。老人星的B-V 色指數是+0.15，而0是藍白色，這顯示它本質上是白色的，但通常被描述為黃白色。它的光譜類型在過去被紀錄為F0，最近則是A9。它的黃色比色指數分別為0.42和0.22的心宿二和南河三淡。不過因為在北半球觀測時它的位置偏低，因此受到大氣的影響，有些觀測者認為它是黃色的。 派屈克·穆爾爭辯說，老人星從來沒有出現顏色，它是白色的。
估計老人星表面的溫度是7350 ± 30 K。
使用紅外線干涉測量法計算其角直徑在6.93 ± 0.15 mas，結合依巴古衛星的距離，算出它的直徑是71.4 ± 0.4倍的太陽直徑。如果以它取代我們的太陽，置於太陽系的中間，它將佔據水星軌道內側90%的空間。
老人星是距離700光年內本質上最亮的恆星，在過去400萬年間，有三段不同的時期是從地球上能看見的天空中最亮的恆星。其他的恆星只有在它們經過太陽系附近，遠比老人星更接近的短暫時間，會顯得比老人星更亮。大約在90,000年前，天狼星（它的光度只是太陽的22倍）的距離接近到足以使它看起來比老人星亮，並且還將持續210,000年。但是在480,000年，老人星將再度成為全天最亮的恆星，並且將持續約510,000年。
老人星也是一個強X射線源，很可能是它的星冕被磁場加熱至1,500萬K。這種高溫可能是經由快速地自轉與恆星外層強大的對流滲濾相結合所造成的。恆星表面溫度太低，不足以產生如此強的X射線。
老人星以前曾被認為是天蝎-半人馬星協的成員，然而它並不在該星協的子群附近，也沒有包括在使用依巴谷天文資料研究運動學的天蝎-半人馬星協成員中。目前，認為老人星不屬於附近的任何一個年輕的恆星群。它在赫羅圖中的位置表明，目前是核心在進行氦燃燒階段的巨星。
在2014年，天文學家Eric Mamajek報告說，有一顆磁活躍的M矮星（星冕有強烈的X射線輻射）在老人星南方1.16度，其自行與老人星相似。這顆M矮星，2MASS J06234738-5351131（"老人星 B"）與老人星的相距1.9秒差距。這個距離雖然很大，但估計仍在老人星潮汐半徑（2.9秒差距）內

## 詞源與文化上的影響
老人星在中國人眼中是一顆象征國泰民安的吉星，常與「福星」、「祿星」並稱「三星」。老人星即南極老人星、壽星星君，又稱「南極老人」、「南極仙翁」。為中國神話中的長壽之神，極受尊敬與喜愛。唐司馬貞·《史記索隱》：「壽星，蓋南極老人星也，見則天下理安，故祠之以祈福壽。」杜甫在《泊松滋江亭》中亦有「今宵南极外，甘作老人星」的佳句。
在日本，老人星的形象「壽老人」，是象徵吉兆的七福神之一。
「Canopus」這個名稱有兩個普遍的來源，都列在博物學家李察·艾倫（Richard Hinckley Allen）的著作《Star Names: Their Lore and Meaning》當中。其中一個是源自於特洛伊戰爭的神話，另一個則來自埃及科普特語的「Kahi Nub」，意為黃金地球。在靠近尼羅河河口的位置，有一個已經成為廢墟的埃及港口以Canopus來命名，它位於尼羅河戰役發生的所在地。
在阿拉伯語中，老人星被稱為سهيل。古代波斯的天文學家與占星家則稱老人星為Agasti，而波斯文學的動物寓言著作《五卷書》（Panchatantra）後來也被稱為《The Lights of Canopus》或《Anvar-i-Suhaili》。

## 航海中的老人星
對於居住在北半球並且可以觀測到這個恆星的居民而言，老人星可以當成一顆「南極星」。因為老人星的亮度，而且位於遠離太陽系平面的位置（與天狼星的位置相反），所以通常被美國人造衛星在航運上來使用。

## 外部連結
- Kaler, Jim. . Stars.   [2007-06-06]. （原始内容存档于2007-05-19）.
- . Alcyone.   [2007-06-06]. （原始内容存档于2021-01-13）.
- Darling, David. . The Encyclopedia of Astrobiology, Astronomy and Space Flight.   [2007-06-06]. （原始内容存档于2015-05-08）.
- Star Tales – Carina